# Glaesoconis baliopteryx
Glaesoconis baliopteryx is een insect uit de familie van de dwerggaasvliegen (Coniopterygidae), die tot de orde netvleugeligen (Neuroptera) behoort. 
De wetenschappelijke naam Glaesoconis baliopteryx is voor het eerst geldig gepubliceerd door Engel in 2004.